# Eutelsat 139 West A
Eutelsat 139 West A ist ein  Kommunikationssatellit der European Telecommunications Satellite Organization (Eutelsat) mit Sitz in Paris. 
Der Satellit hatte ursprünglich die Bezeichnung Eutelsat W3A. Er wurde am 16. März 2004 an Bord einer Proton-Trägerrakete vom Weltraumbahnhof Baikonur ins All gebracht. Als Eutelsat am 1. März 2012 das Bezeichnungssystem der Satelliten änderte, erhielt er gemäß seiner Orbitalposition 7° Ost den Namen Eutelsat 7A. Später wurde der Satellit nach 139° West verschoben, weswegen er in Eutelsat 139 West A umbenannt wurde.
Eutelsat 139 West A dient, neben der Übertragung von Radio- und TV-Programmen, auch der Bereitstellung von Kapazitäten für Internet- und Multimediadienste. Digiturk hat fast die gesamten Kapazitäten einer der drei europäischen Ausleuchtzonen für Fernseh- und Radioübertragungen angemietet. Die andere europäische Ku-Band Ausleuchtzone wird vorwiegend von diversen Datendiensten genutzt.
An Bord befinden sich mehrere Skyplex-Einheiten: Diese ermöglichen es, verschiedene zum Satelliten gesendete Signale direkt im Satelliten zu verarbeiten/zu bündeln und dann, ohne den Umweg über eine Bodenstation, in das Empfangsgebiet auf der Erde abzustrahlen. 

## Empfang
Der Satellit kann in Europa, Afrika, dem Nahen Osten sowie Teilen Asiens und Russlands empfangen werden.
Die Übertragung erfolgt zumeist im Ku-Band, aber auch Ausstrahlungen im Ka-Band gibt es.